# Amyl (rivière)
Pour les articles homonymes, voir Amyl.
 (novembre 2023).
Si vous disposez d'ouvrages ou d'articles de référence ou si vous connaissez des sites web de qualité traitant du thème abordé ici, merci de compléter l'article en donnant les références utiles à sa vérifiabilité et en les liant à la section « Notes et références ».
L'Amyl (en russe: Амыл) est une rivière de Sibérie orientale en Russie, qui coule dans le krai de Krasnoiarsk. C'est un affluent de la rivière Touba en rive gauche, donc un sous-affluent de l'Ienisseï.

## Géographie
La rivière coule en grande partie dans la région montagneuse des monts Saïan, en l'occurrence dans le raïon de Karatouzski du krai de Krasnoiarsk. De par sa jonction avec le 
Kazyr en rive gauche, elle contribue à créer la Touba. Cette confluence a lieu au niveau de la localité de Katchoulka.
Depuis 1835 on extrait de l'or sur les rives de l'Amyl. 
Cours d'eau de montagne, la rivière n'est pas navigable et comporte de nombreux rapides. 
L'Amyl est pris par les glaces à partir de la fin du mois d'octobre ou du début du mois de novembre, et ce jusqu'à fin avril ou début mai.

## Hydrométrie - Les débits mensuels à Katchoulka
Le débit de la rivière a été observé pendant 43 ans (entre 1936 et 1989) à Katchoulka, localité située dans le krai de Krasnoïarsk au niveau de son confluent avec la Touba . 
Le débit inter annuel moyen ou module observé à Katchoulka durant cette période était de 215 m3/s pour une surface drainée de 9 850 km2, c'est-à-dire la totalité du bassin versant de la rivière. La lame d'eau écoulée dans ce bassin versant se monte ainsi à 689 millimètres par an, ce qui doit considéré comme très élevé.
Rivière alimentée en grande partie par la fonte des glaces et des neiges, l'Amyl est un cours d'eau de régime nivo-pluvial. Les hautes eaux se déroulent d'avril à septembre, ce qui correspond dans un premier temps à la fonte des neiges des hauts sommets de la partie supérieure de son bassin, au sein des monts Saïan, ensuite aux pluies de la saison estivale. Dès le mois d'octobre, le débit de la rivière baisse rapidement, ce qui mène à la période des basses eaux. Celle-ci a lieu de novembre à mars inclus, avec un minimum en février-mars. Cette saison correspond au rigoureux hiver sibérien qui recouvre dès lors toute la région. La rivière conserve cependant durant toute cette période un certain débit. 
Le débit moyen mensuel observé en février (minimum d'étiage) est de 33,4 m3/s, soit plus ou moins 4,5 % du débit moyen du mois de juillet (734 m3/s), ce qui témoigne de l'amplitude importante des variations saisonnières. Sur la durée d'observation de 43 ans, le débit mensuel minimal a été de 22 m3/s en février 1964, tandis que le débit mensuel maximal s'élevait à 1 500 m3/s en juin 1966.
En ce qui concerne la période estivale, libre de glaces (de mai à septembre inclus), le débit mensuel minimal observé a été de 53,8 m3/s en août 1974, niveau restant encore fort appréciable. Un débit mensuel estival inférieur à 60 m3/s est tout à fait exceptionnel. 